# Charles-Pierre Colardeau
Charles-Pierre Colardeau (Janville, 12 ottobre 1732 – Parigi, 7 aprile 1776) è stato un poeta, drammaturgo e traduttore francese.
Le migliori poesie di Colardeau, in particolare la sua imitazione della Lettera d'Eloisa ad Abelardo di Pope e la sua traduzione delle prime due Notti del poeta romantico inglese Edward Young, testimoniano la sensibilità pre-romantica del XVIII secolo. Inoltre, coniò il termine héroïde per designare le lettere in versi immaginarie di personaggi famosi.
Il numero esiguo della sua opera è attribuito da alcuni alla cattiva salute, confermata dalla morte a soli 43 anni, e da altri alla sua proverbiale pigrizia.

## Biografia
Charles-Pierre Colardeau era figlio di Charles Colardeau, ricevitore del negozio di sale di Janville, e di sua moglie Jeanne Regnard. Rimasto orfano all'età di 13 anni, fu allevato da uno zio materno, l'abate Regnard, parroco di Saint-Salomon di Pithiviers, che lo mandò a completare gli studi umanistici che aveva iniziato con i gesuiti ad Orléans al Collegio di Meung-sur-Loire. Si recò a Parigi per studiare filosofia al Collegio di Beauvais, sotto la guida di Dominique-François Rivard, prima di tornare a Pithiviers.
Lo zio lo manda a lavorare come segretario di un procuratore al Parlamento di Parigi, con l'intenzione di prepararlo allo studio del diritto e alla professione legale. Tornò nella capitale nel 1753, ma rimase poco tempo, perché la sua salute peggiorò e dovette tornare a Pithiviers, dove si dedicò nuovamente al suo amore per la poesia, scrivendo le sue tragedie Nicéphore ed Astarbé, il soggetto della prima tratto dalla Bibbia e quello della seconda dall'episodio di Pigmalione nelle Avventure di Telemaco di Fénelon. Per farsi perdonare dallo zio, tradusse in versi alcuni frammenti delle Sacre Scritture.
Nel 1755, il richiamo dei Parlamenti gli permise di tornare nella capitale, dove completò la sua tragedia Astarbé, che lesse ai Comédiens-Français nel luglio 1756. La sua opera fu accolta così bene che decise di abbandonare l'avvocatura per dedicarsi esclusivamente alla carriera letteraria. Tuttavia, l'Astarbé non fu rappresentata fino al 1758, poiché Colardeau aveva rielaborato la sua opera, che era stata completata nel 1756 ma ritardata dall'attentato al re di Damiens, a cui sembrava alludere in qualche modo, non senza aver annacquato i personaggi feneliani, facendo di Pigmalione un personaggio essenzialmente inconsistente e di Astarbé una donna tenera anziché un mostro. Ciononostante, Astarbé fu finalmente rappresentata nell'aprile del 1758 e fu accolta con favore.
Nello stesso anno compose un'imitazione dell'epistola in versi Eloisa ad Abelardo del più grande poeta inglese del primo Settecento, Alexander Pope. Il grande successo di questa libera traduzione nel 1758, che segnò l'inizio della grande influenza di questo testo in Francia, gli procurò una fama immediata. Colardeau continuò nel filone delle epistole in versi di argomento medievale, scrivendo nello stesso anno una nuova eroide intitolata Armide à Renaud.
La sua seconda tragedia, Caliste, adattata da The Fair Penitent di Nicholas Rowe (1703), fu rappresentata per la prima volta alla Comédie-Française nel novembre 1760 e, grazie al talento di Mademoiselle Clairon, riscosse un certo successo con tredici rappresentazioni, ma la modernità del soggetto per l'epoca (uno stupro) suscitò commenti critici. Aveva anche intrapreso una traduzione in versi francesi della Gerusalemme liberata di Tasso, ma rinunciò e distrusse il manoscritto dopo aver saputo che Watelet ne aveva già tradotto diverse canzoni. Si cimentò poi in una traduzione dell'Eneide di Virgilio, ma rinunciò quando seppe che l'abate Delille stava lavorando ad un progetto identico.

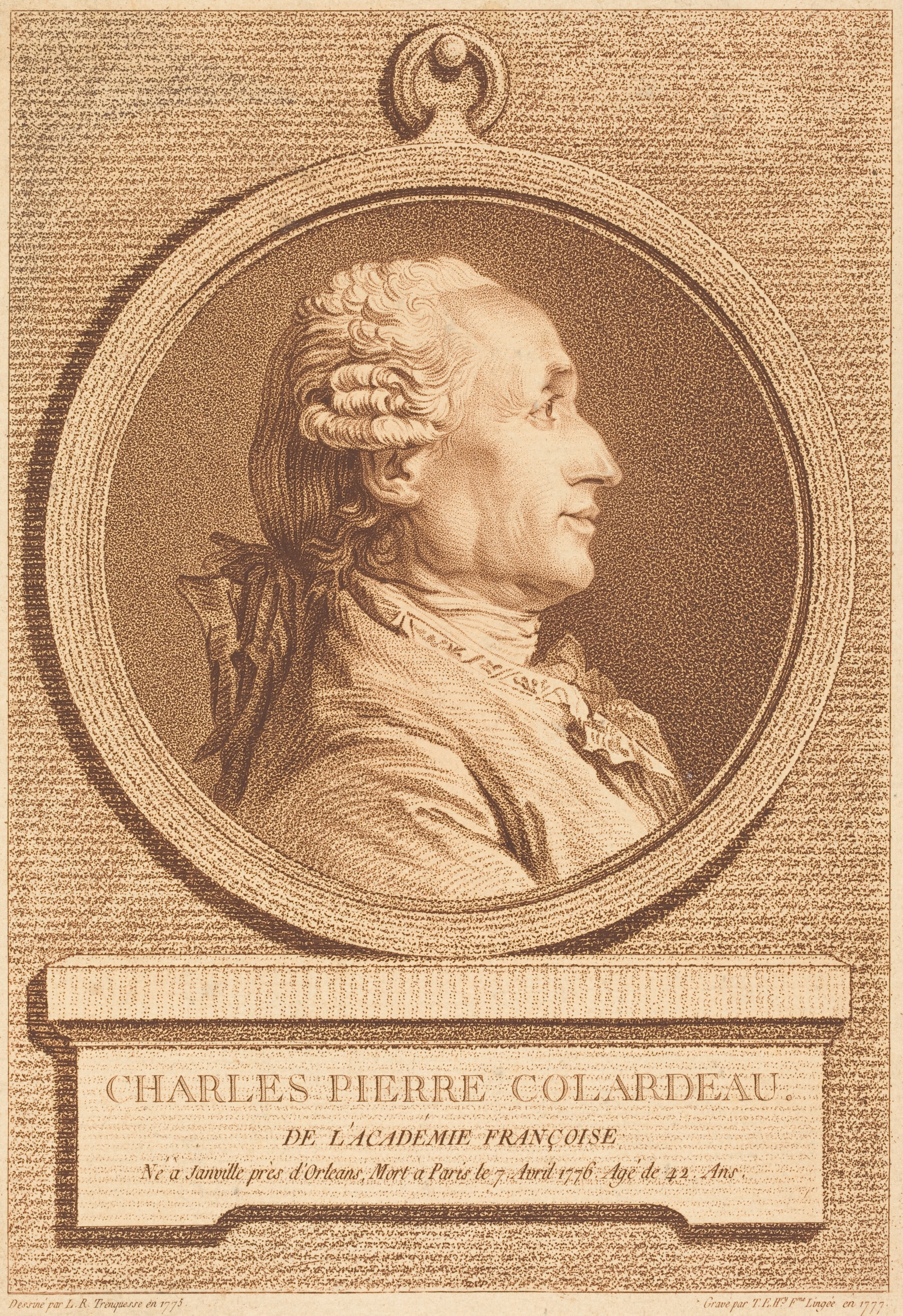
Charles-Pierre Colardeau di Thérèse-Éléonore Lingée, 1777, National Gallery of Art.

Nel 1762, il suo poema Le Patriotisme fu molto apprezzato a Corte, facendogli guadagnare una lettera di complimenti da parte del duca di Choiseul, ma allo stesso tempo gli valse una satira anonima molto piatta, ma molto pungente. La prima e unica volta che si permise di rispondere ai suoi nemici, lo fece con delicatezza in una lettera alla sua gatta, intitolata Epître à Minette. Tornato a Pithiviers nel 1766, scrisse una commedia in cinque atti e versi, Les Perfidies à la mode, che, sebbene approvata dagli attori, non fu rappresentata perché, incompiuta al momento dell'approvazione, trascurò di lavorarci fino al 1773, quando fu il suo turno di farla rappresentare. Dopo aver rinunciato al Regulus et la Feinte par Amour del cavaliere Dorat, l'anno successivo lasciò il posto agli Amans Généreux di Rochon, quindi al Célibataire di Dorat, nel 1775. Quando finalmente terminò la sua commedia, Colardeau, appena eletto all'Académie française, esitò a farla rappresentare, temendo che non avrebbe avuto il successo che avrebbe dovuto avere per un accademico, e rimase sullo scaffale.
Nel 1770 mise in versi le prime due Notti di Edward Young, il poema che inaugurò il Romanticismo inglese in uno stile cupo e malinconico, di cui era appena apparsa la traduzione francese. Nel 1772 pubblicò un Temple de Gnide composto dieci anni prima, adattato da Montesquieu, come il poema di Nicolas-Germain Léonard apparso poco prima. Nel 1774 pubblicò l'Epître à M. Duhamel de Denainvilliers, un elogio alla campagna, Les Hommes de Prométhée, un poema descrittivo che descrive il risveglio dei sentimenti amorosi nelle prime due creature umane.
Le Memorie segrete di Bachaumont attribuiscono la morte prematura dello scrittore a una malattia venerea contratta durante una fugace relazione con una “cortigiana ingrata e perfida”. Questa donna, che le Memorie chiamano Demoiselle Verrières, era Marie Rinteau (1730-1775), nota come Marie Verrières o De Verrières. Marie e sua sorella avevano un'accogliente casa ad Auteuil con un affascinante teatro. La storia d'amore di Marie con Colardeau - un poeta poco ricco - fu una parentesi troppo breve, e il povero Charles-Pierre fu prima invitato ad “andarsene per due anni” per far posto a un mecenate più ricco, e poi rimandato definitivamente al suo scrittoio. Nella cronaca delle Memorie segrete dell'anno della sua morte si legge che, una volta convinto della sua disgrazia, Charles-Pierre aveva fatto circolare a Parigi una “satira sanguinosa” in cui Marie viene duramente scalfita in una presunta confessione generale della sua vita alla badessa di Saint-Cyr, descrivendo dettagliatamente le sue relazioni amorose, le sue infedeltà e la sua perfidia verso Colardeau.
Come molti scrittori squattrinati del suo tempo, Colardeau visse per alcuni anni fino alla morte con un'aristocratica, la marchesa di Viéville, che le Memorie segrete di Bachaumont descrivono come una “donna di fine ingegno e filosofia”, aggiungendo che “si diceva che lo avesse sposato [Colardeau] o che lo avrebbe sposato”. Sembra che la marchesa abbia fatto di tutto per far diventare il suo poeta un Accademico, ma non bisogna dimenticare che, secondo Bachaumont, Colardeau aveva fama nel mondo delle lettere di scrivere pochissimo ma di essere il miglior verseggiatore di Francia.
Eletto all'Académie française nel gennaio 1776, al posto di Paul-Hippolyte de Beauvilliers, duca di Saint-Aignan, la sua morte, avvenuta tre mesi dopo all'età di 43 anni, gli impedì di pronunciare il discorso di accettazione.

## Opere
- Lettre d’Héloïse à Abailard, imitazione da Pope, 1756.
- Astarbé, tragedia, 1758.
- Armide à Renaud, 1758.
- Caliste, tragédie, 1760.
- Le Patriotisme, 1762.
- Épître à Minette, 1762.
- Les Perfidies à la Mode, commedia, 1766.
- Les Nuits d’Young, 1770.
- Le Temple de Gnide, 1772.
- Épître à M. Duhamel de Denainvilliers, 1774.
- Les Hommes de Prométhée, 1774.
- Œuvres de Colardeau de l'Académie Française 3 t., Parigi, Casin, 1793.
- (FR) Jean-François de La Harpe e Jean-François Marmontel, Œuvres de Colardeau, Ballard et Le Jay, Parigi, 1779, OCLC 1176662077..